# Michael Hoyos
Michael Ryan Hoyos (ur. 2 sierpnia 1991 w Fountain Valley) – argentyński piłkarz z obywatelstwem amerykańskim i ekwadorskim występujący na pozycji skrzydłowego lub napastnika, od 2023 roku zawodnik ekwadorskiego Independiente del Valle.
Urodził się i do szesnastego roku życia mieszkał w Stanach Zjednoczonych, dokąd wyemigrowali jego pochodzący z Argentyny rodzice. W marcu 2021 otrzymał ekwadorskie obywatelstwo.